# Palacio de los Condes de la Jarosa
El Palacio de los Condes de la Jarosa es un edificio del siglo XVIII perteneciente al patrimonio inmueble de la Universidad de Granada. Actualmente es el edificio que alberga la Escuela Internacional de Posgrado.

## Historia
El edificio era una casa de tipo señorial constituida por dos plantas. En 1860 sufrió una modificación en la fachada encargada a Santiago Baglietto por Don Fernando Almansa y Cañabate, VII titular del Marquesado del Cadimo.
Después de ser la residencia de los Marqueses de Cadimo, esta fue adquirida en 1925 por la familia de los Condes de la Jarosa, Don Rafael Fernández de Bobadilla y González de Aguilar, quien encargó la adaptación de la edificación al arquitecto Fernando Wilhelmi Manzano en el mismo año de su compra.

## Edificio
Fernando Wilhelmi adaptó éste palacio en una casa de tres plantas, dos patios y un jardín trasero, intentando adaptarlos al anterior del inmueble ya que la planta del edificio no era uniforme. La fachada de acceso se compone por un porche bajo de arco carpanel y una logia de cristal. La planta del edificio tiene un esquema de tipo tradicional con un zaguán patio que presenta tanto galerías como una escalera en recodo que permite conectar los pisos entre sí, al igual que las habitaciones tanto de uso público, privado o de servicio.

El diseño decorativo está a cargo del artista Isidoro Marín Garés. Dentro de éstos se encuentran los pavimentos cubiertos por mosaicos de teselas de tipo cerámico y la rejería decorada con los escudos familiares de los Condes, los cuales dividen las habitaciones al interior del inmueble. Los techos son de escayola policromada emulando madera.

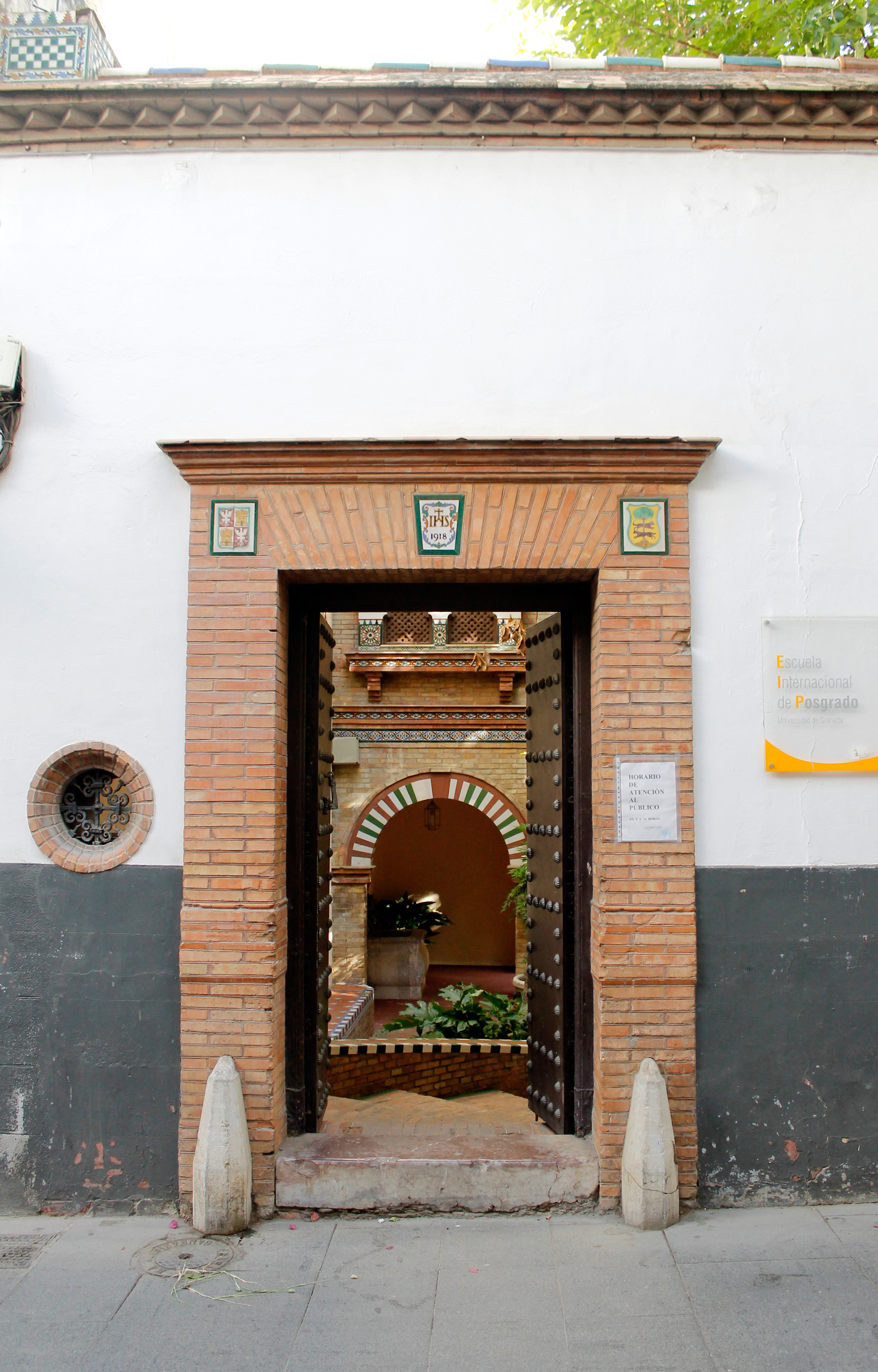
Entrada del Palacio de los Condes de la Jarosa
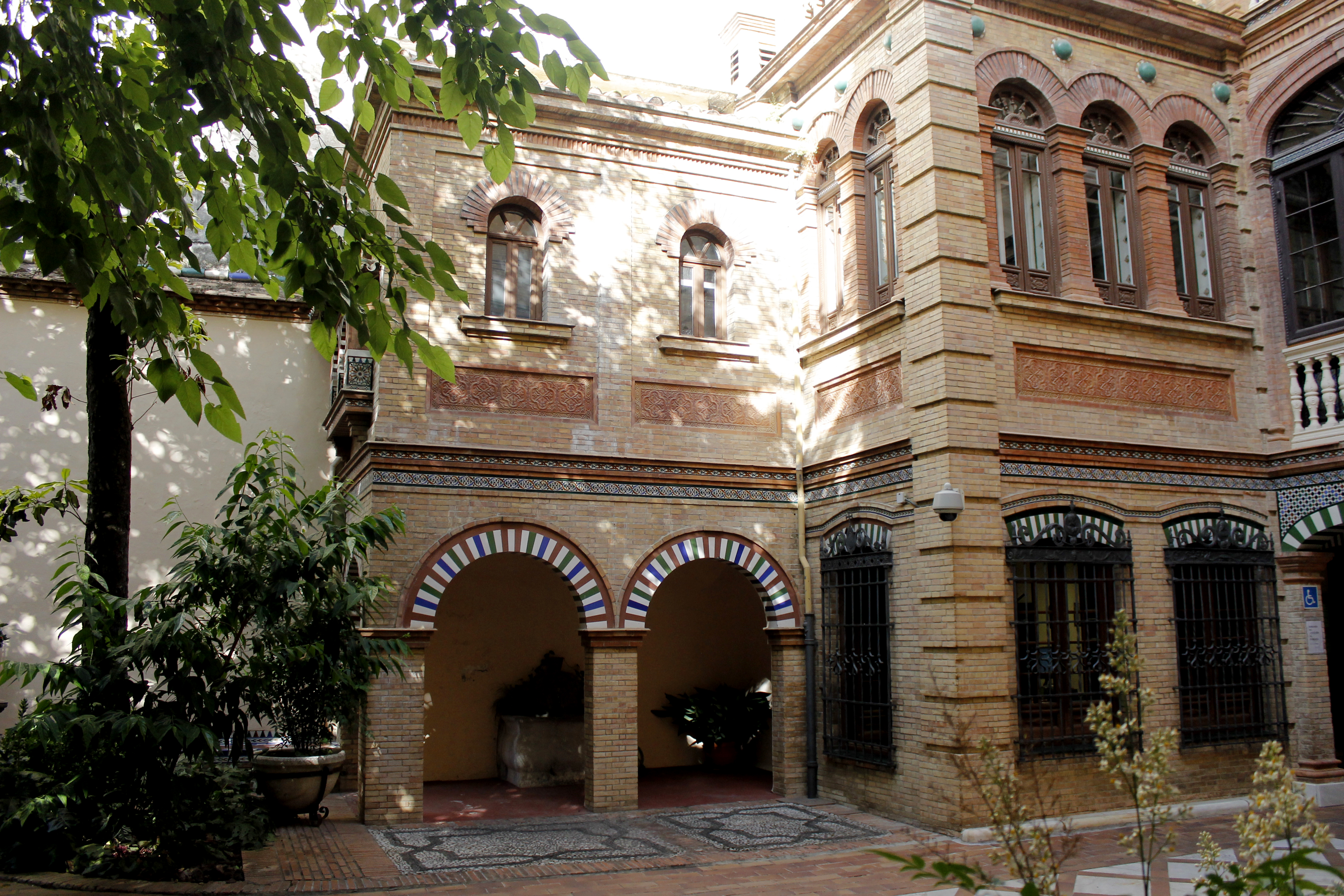
Interior del Palacio de los Condes de la Jarosa
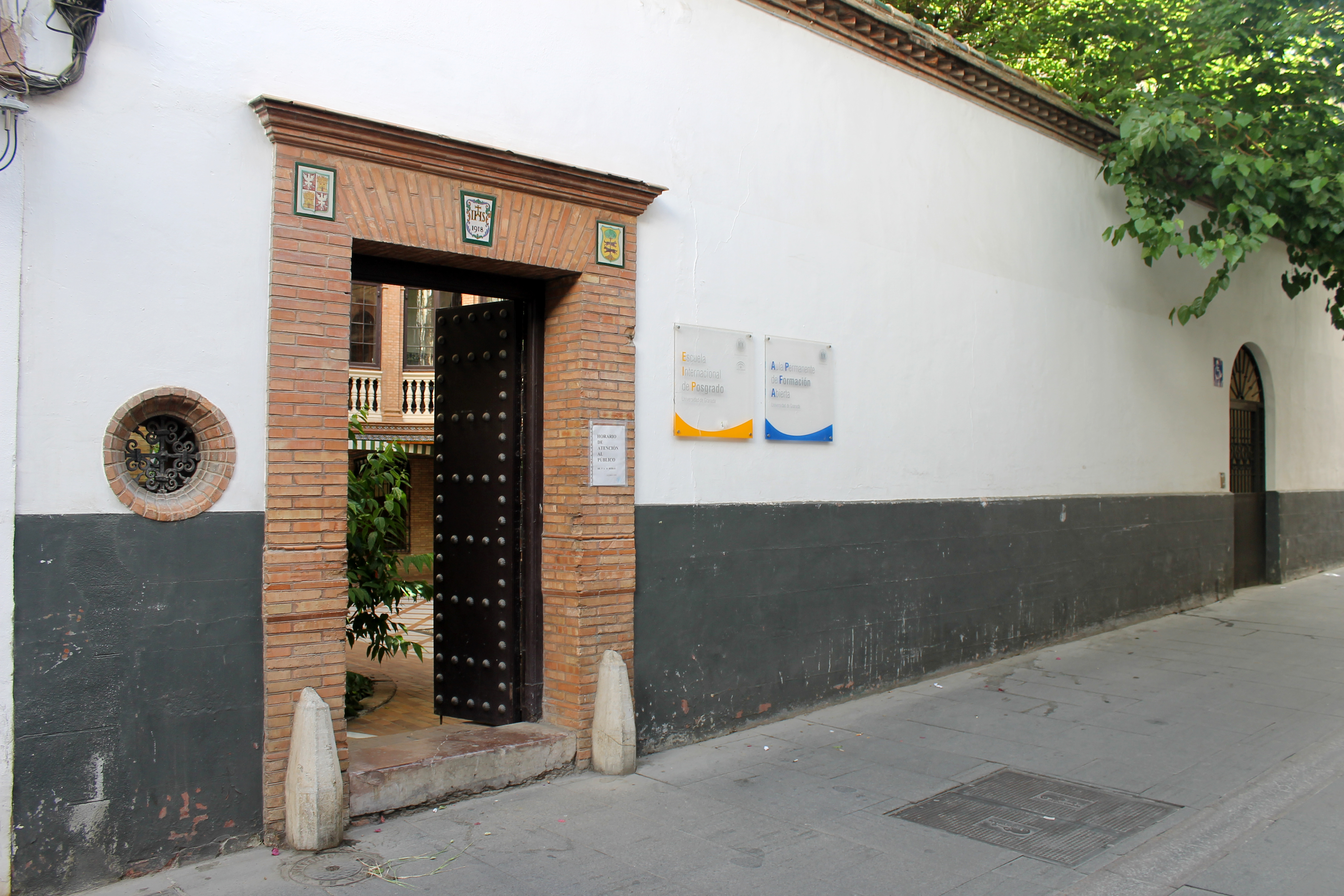
Palacio de los Condes de la Jarosa